# Fons, Gard
Fons este o comună în departamentul Gard din sudul Franței. În 2009 avea o populație de 1.130 de locuitori.

## Evoluția populației
| An        | 1975 | 1982 | 1990 | 1999 | 2006  | 2009  |
| --------- | ---- | ---- | ---- | ---- | ----- | ----- |
| Populație | 404  | 524  | 591  | 741  | 1.025 | 1.130 |